# Gerd Möckel
Gerd Möckel (* 20. März 1943 in Rottmannsdorf) ist ein deutscher Politiker (CDU) und ehemaliges Mitglied des Sächsischen Landtages.

## Leben
Nach seinem Abitur in Zwickau studierte Gerd Möckel von 1962 bis 1966 an der TH Dresden und an der PJ Halle. Sein Staatsexamen legte er als Lehrer für Mathematik und Physik ab. In den Jahren 1966 und 1967 arbeitete Möckel als Lehrer an der Oberschule Cainsdorf. Danach, 1967 und 1969, leistete er seinen Wehrdienst. Zwischen 1969 und 1990 war Möckel als Lehrer an der Pestalozzi-Oberschule Rodewisch beschäftigt. Von 1990 bis 1992 war er Schulamtsleiter in Auerbach/Vogtl. und danach kommissarischer Schulamtsleiter in Falkenstein/Vogtl. Ab 1992 war Möckel stellvertretender Schulamtsleiter im Staatlichen Schulamt Falkenstein/Vogtl.
Möckel ist evangelisch, verheiratet und hat zwei Kinder.

## Politik
Gerd Möckel war bis Januar 1990 parteilos, bis er dem CDU-Stadtverband Rodewisch beitrat. Er war Mitglied des Vorstandes. Seit 1990 befand er sich im Kreisrat im Landkreis Auerbach/Vogtl., wo er Vorsitzender des Bau- und Wirtschaftsausschusses war.
Im Oktober 1994 wurde Möckel über den Wahlkreis 4 (Göltzschtal 2) mit 56,0 Prozent der Stimmen in den Sächsischen Landtag gewählt, dem er für eine Wahlperiode bis 1999 angehörte. Dort war er Mitglied im Ausschuss für Schule, Jugend und Sport.

## Belege
- Klaus-Jürgen Holzapfel (Hrsg.): Sächsischer Landtag: 2. Wahlperiode, 1994–1999; Volkshandbuch. NDV Neue Darmstädter Verlagsanstalt, Rheinbreitbach 1995, ISBN 3-87576-335-1. S. 42 (Ausschuss: S. 69). (Stand Dezember 1994)

| Personendaten    | Personendaten                  |
| ---------------- | ------------------------------ |
| NAME             | Möckel, Gerd                   |
| KURZBESCHREIBUNG | deutscher Politiker (CDU), MdL |
| GEBURTSDATUM     | 20. März 1943                  |
| GEBURTSORT       | Rottmannsdorf                  |